# 吉岡宏
吉岡 宏（よしおか ひろし、1979年4月17日 - ）は、福岡県出身のサッカー指導者。

## 来歴
大学時代までは選手としてプレー。母校の筑波大学蹴球部の監督などを経て、2008年水戸ホーリーホックのGKコーチに就任。2011年からは三浦泰年監督の下でギラヴァンツ北九州のGKコーチを務め、2013年に東京ヴェルディへ移った。2014年9月、三浦泰年とともに解任された。

## 所属クラブ
- わかばフットボールクラブ (福岡県立城南高等学校)
- 筑波大学

## 指導歴
- 2002年 - 2004年 筑波大学蹴球部 GKコーチ
- 2005年 - 2006年 筑波大学蹴球部 監督
- 2007年  横浜FCユース GKコーチ、慶應義塾体育会ソッカー部 コーチ
- 2008年 - 2010年  水戸ホーリーホック GKコーチ
- 2011年 - 2012年  ギラヴァンツ北九州 GKコーチ
- 2013年 - 2014年9月  東京ヴェルディ GKコーチ
- 2017年 - 2021年  鹿児島ユナイテッドFC GKコーチ
- 2022年 -  ファジアーノ岡山FC GKコーチ